# Gare d'Amougies
La gare d'Amougies est une ancienne gare ferroviaire belge des lignes 83, de Courtrai à Renaix et 87, de Bassilly à Renaix et Tournai située sur le territoire de l'ancienne commune d'Amougies (province de Flandre-Orientale), rattachée en 1977 à celle de Mont-de-l'Enclus, en région wallonne dans la province de Hainaut.
Elle est mise en service en 1869 par la Société générale d'exploitation de chemins de fer, nationalisée en 1871 et ferme en 1959 aux voyageurs. Cette section de la ligne est déclassée en 1959 et la halle aux marchandises est le seul bâtiment à ne pas avoir été démoli.

## Situation ferroviaire
Établie à 17 m d'altitude, la gare d'Amougies se situait au point kilométrique (PK) 21.9 de la ligne 83, de Courtrai à Renaix et constituait le PK 9.1 de la ligne 87, de Bassilly à Tournai (PK 0.0 en gare de Tournai). En direction de Courtrai et Tournai se trouvait la bifurcation de Mont-de-l'Enclus ; en direction de Renaix, la gare de Russeignies. Certaines sources mentionnent la ligne 83 comme ligne de Courtrai à Amougies et d'autres la reprennent comme ligne 83 de Courtrai à Renaix. De même, le PK 0,0 de la ligne 87 est selon certaines sources la gare de Bassilly, faisant d'Amougies le PK 37.0.

## Histoire
Amougies est une ancienne gare de bifurcation à la croisée des lignes 83 et 85, deux sections des chemins de fer Courtrai - Braine-le-Comte et Anvers - Tournai - Douai faisant tronc commun entre Mont-de-l'Enclus et Ellezelles.
La gare d'Amougies est mise en service le 1er juin 1869, lors de l'ouverture à l'exploitation de la ligne de Courtrai à Renaix, concédée en 1863 à la Compagnie du chemin de fer de Braine-le-Comte à Courtrai selon un projet de 1845. Elle devait être exploitée par la Compagnie du Centre, avant que cette dernière ne s'affilie à la Société générale d'exploitation de chemins de fer. Cette dernière missionne sa principale constituante la Compagnie des chemins de fer des bassins houillers du Hainaut qui poursuit les travaux et exploite la ligne en reversant une rente aux concessionnaires de la compagnie de Braine-le-Comte à Courtrai . En difficultés sur le plan financier, la SGE ne parvient pas à réaliser le prolongement de Renaix à Braine-le-Comte.
La Société du chemin de fer d'Anvers à Tournai vers Douai est constituée en 1864 pour relier Anvers à la frontière française, près de Tournai. Son tracé passant par les villes de Boom et Zottegem comprend une section de Renaix à Tournai qui correspond à la future ligne 87. Sans avoir pu mettre en service le moindre kilomètre de voies, la société passe sous la bannière de la SGE mais aucun avancement n'a lieu avant le rachat de la majorité du réseau de la SGE par l’État belge. Les termes du rachat stipulent que la construction de ces lignes sera effectuée par une Société de construction financée par les bassins houillers et la Banque de Belgique. À la suite de sa mauvaise gestion, la société des Bassins Houillers fait faillite en 1878 Grâce au soutien des autres organismes de crédit, la Banque de Belgique reste un temps en activité et peut financer la Société de construction qui parachève les lignes à livrer à l’État belge.
C'est ainsi qu'Amougies devient une gare de bifurcation le 5 juin 1882 avec l'ouverture de la section menant à la gare de Pecq, prolongée vers Tournai le 1er novembre de la même année. L'ouverture d'une section au sud de Tournai en 1883 (ligne 88A) et d'une section au nord de Renaix en 1885 (section Ellezelles - Zottegem de la ligne 82) rend parcourable la ligne d'Anvers à Douai sur toute sa longueur bien que le trafic international anticipé à l'origine ne se matérialise pas. En 1883, le prolongement vers Bassilly de la ligne de Courtrai à Renaix permet d'atteindre Braine-le-Comte, moyennant un détour par Enghien via le réseau existant.
Au cours du XXe siècle, le nombre de voyageurs et la quantité de marchandises décroit sur les lignes passant par Amougies tandis que des lignes d'autobus concurrencent les trains venant de Tournai et de Herseaux. Les trains de voyageurs en direction de Tournai sont supprimés fin 1951 tandis que ceux de la ligne 83 subsistent jusqu'au 2 août 1959. Cette section du réseau ne voyant plus passer de trains de marchandises, les rails sont retirés au début des années 1960,.

## Patrimoine ferroviaire
Lors de l'ouverture de la ligne, Amougies est dotée d'un bâtiment des recettes du type standard pour le Chemin de fer de Courtrai à Braine-le-Comte avec une disposition singulière : un corps central de trois travées très rapprochées encadré par deux parties également à deux niveaux mais sensiblement plus étroites ne comportant qu'une seule travée, plus large. Des constructions similaires se retrouvent à Zwevegem, Moen-Heestert et Avelgem. Aucun bâtiment de ce type n'a survécu jusqu'à ce jour.
Sur le quai opposé se trouve une halle à marchandises de type État belge. Elle est utilisée comme entrepôt par la commune en bordure du terrain de sport.